# Рашен-Ривер (приток Кеная)
Рашен-Ривер (англ. Russian River — Русская река) — река в США в штате Аляска. Вытекает из Верхнего Русского озера и протекает через горы Кенай и Нижнее Русское озеро, впадает в реку Кенай. Длина реки составляет 21 километр.
Река славится рыболовством, с середины июня по середину июля в реку заходит на нерест нерка, с июля кижуч.
Прямой автодороги к реке нет, до неё можно добраться либо пешком, либо на частном пароме, который доставляет рыбаков по реке Кенай к устью Рашен-Ривер.